# NGC 2236
NGC 2236 est un jeune amas ouvert, situé dans la constellation de la Licorne.  Il a été découvert par l'astronome germano-britannique William Herschel en 1784.
NGC 2236 est à environ 2 930 pc (∼9 560 al) du système solaire et les dernières estimations donnent un âge de 345 millions d'années. La taille apparente de l'amas est de 8,0 minutes d'arc, ce qui, compte tenu de la distance, donne une taille réelle maximale d'environ 222 années-lumière.
Selon la classification des amas ouverts de Robert Trumpler, cet amas renferme moins de 50 étoiles (lettre p) dont la concentration est moyennement faible (III) et dont les magnitudes se répartissent sur un intervalle moyen (le chiffre 2).